# Shashi Kapoor
Balbir Raj Kapoor, noto ai più come Shashi Kapoor (Calcutta, 18 marzo 1938 – Mumbai, 4 dicembre 2017), è stato un attore e regista indiano.

## Biografia
Apparteneva ad una delle famiglie più importanti di Bollywood, essendo figlio di Prithviraj Kapoor e fratello minore di Raj e Shammi Kapoor; inoltre era padre di Karan, Kunal e Sanjana Kapoor.
Lo si ricorda in alcuni film di successo, accanto ad Amitabh Bachchan, come Deewar, Do Aur Do Paanch e Namak Halaal. Lavorò anche in Occidente, diretto da Stephen Frears in Sammy e Rosie vanno a letto, dove recitò da protagonista.
Morì il 4 dicembre 2017 di cirrosi epatica.

## Filmografia

### Attore

#### Cinema
- Tadbir, regia di Jayant Desai (1945)
- Aag, regia di Raj Kapoor (1948)
- Sangram, regia di Gyan Mukherjee (1950)
- Samādhi, regia di Ramesh Saigal (1950)
- Awaara, regia di Raj Kapoor (1951)
- Parineeta, regia di Bimal Roy (1953)
- Dharmputra, regia di Yash Chopra (1961)
- Char Diwari, regia di Krishan Chopra (1961)
- Prem Patra, regia di Bimal Roy (1962)
- Mehndi Lagi Mere Haath, regia di Suraj Prakash (1962)
- Il capofamiglia (The Householder), regia di James Ivory (1963)
- Yeh Dil Kisko Doon, regia di K. Mishra (1963)
- Jab Se Tumhe Dekha Hai, regia di Kedar Kapoor (1963)
- Holiday in Bombay, regia di P.L. Santoshi (1963)
- Benazir, regia di S. Khalil (1964)
- Shakespeare Wallah, regia di James Ivory (1965)
- Waqt, regia di Yash Chopra (1965)
- Jab Jab Phool Khile, regia di Suraj Prakash (1965)
- Mohabbat Isko Kahete Hain, regia di Akhtar Mirza (1965)
- Pyar Kiye Jaa, regia di C.V. Sridhar (1966)
- Neend Hamari Khwab Tumhare, regia di Shiv Sahni (1966)
- Biradari, regia di Ram Kamlani (1966)
- Dil Ne Pukara, regia di Mohan J. Bijlani (1967)
- L'ereditiera di Singapore (Pretty Polly), regia di Guy Green (1967)
- Aamne - Saamne, regia di Suraj Prakash (1967)
- Haseena Maan Jayegi, regia di Prakash Mehra (1968)
- Kanyadaan, regia di Mohan Segal (1968)
- Juari, regia di Suraj Prakash (1968)
- Raja Saab, regia di Suraj Prakash (1969)
- Pyar Ka Mausam, regia di Nasir Hussain (1969)
- Jahan Pyar Miley, regia di Lekh Tandon (1969)
- Ek Shriman Ek Shrimati, regia di Bhappi Sonie (1969)
- Suhana Safar, regia di Vijay (1970)
- Rootha Na Karo, regia di Sunder Dar (1970)
- Abhinetri, regia di Subodh Mukherji (1970)
- My Love, regia di S. Sukhdev (1970)
- Il racconto di Bombay (Bombay Talkie), regia di James Ivory (1970)
- Sharmeelee, regia di Samir Ganguly (1971)
- Patanga, regia di Kedar Kapoor (1971)
- Chori Chori, regia di Keval P. Kashyap (1972)
- Siddhartha, regia di Conrad Rooks (1972)
- Jaanwar Aur Insaan, regia di Tapi Chanakya (1972)
- Naina, regia di Kanak Mishra (1973)
- Aa Gale Lag Jaa, regia di Manmohan Desai (1973)
- Chor Machaye Shor, regia di Ashok Roy (1974)
- Paap Aur Punya, regia di Prayag Raj (1974)
- 5 Rifles, regia di I.S. Johar (1974)
- Roti Kapada Aur Makaan, regia di Manoj Kumar (1974)
- Vachan, regia di Suraj Prakash (1974)
- Mr. Romeo, regia di Subhash Mukherjee (1974)
- Jeevan Sangram, regia di Rajbans Khanna (1974)
- Insaaniyat, regia di Prayag Raj (1974)
- Anari, regia di Asit Sen (1975)
- Deewaar, regia di Yash Chopra (1975)
- Chori Mera Kaam, regia di Brij (1975)
- Salaakhen, regia di A. Salaam (1975)
- Prem Kahani, regia di Raj Khosla (1975)
- Kabhi Kabhie, regia di Yash Chopra (1976)
- Shankar Dada, regia di Shibu Mitra (1976)
- Fakira, regia di C.P. Dixit (1976)
- Naach Uthe Sansaar, regia di Yakub Hasan Rizvi (1976)
- Koi Jeeta Koi Haara, regia di Samir Ganguly (1976)
- Deewaangee, regia di Samir Ganguly (1976)
- Aap Beati, regia di Mohan Kumar (1976)
- Immaan Dharam, regia di Desh Mukherjee (1977)
- Hira Aur Patthar, regia di Vijay Bhatt (1977)
- Mukti, regia di Raj Tilak (1977)
- Doosara Aadmi, regia di Ramesh Talwar (1977)
- Farishta Ya Qatil, regia di S.M. Abbas (1977)
- Chor Sipahee, regia di Prayag Raj (1977)
- Chakkar Pe Chakkar, regia di Ashok Roy (1977)
- Rahu Ketu, regia di B.R. Ishara (1978)
- Phaansi, regia di Harmesh Malhotra (1978)
- Satyam Shivam Sundaram: Love Sublime, regia di Raj Kapoor (1978)
- Trishul, regia di Yash Chopra (1978)
- Do Musafir, regia di Devendra Goel (1978)
- Trishna, regia di Anil Ganguly (1978)
- Apna Khoon, regia di Babbar Subhash (1978)
- Muqaddar, regia di Ravi Tandon (1978)
- Heeralal Pannalal, regia di Ashok Roy (1978)
- Atithee, regia di Aravind Sen (1978)
- Amar Shakti, regia di Harmesh Malhotra (1978)
- Aahuti, regia di Ashok V. Bhushan (1978)
- Junoon, regia di Shyam Benegal (1979)
- Gautam Govinda, regia di Subhash Ghai (1979)
- Duniya Meri Jeb Mein, regia di Tinnu Anand (1979)
- Kaala Patthar, regia di Yash Chopra (1979)
- Ahsaas, regia di Surindara Suri (1979)
- Suhaag, regia di Manmohan Desai (1979)
- Jise Tu Kabool Kar Le, regia di B.R. Ishara (1980)
- Kali Ghata, regia di Ved Rahi (1980)
- Do Aur Do Paanch, regia di Rakesh Kumar (1980)
- Neeyat, regia di Anil Ganguly (1980)
- Ek Do Teen Chaar, regia di Vijay Anand (1980)
- Shaan, regia di Ramesh Sippy (1980)
- Swayamvar, regia di P. Sambasiva Rao (1980)
- Kala Pani, regia di Shibu Mitra (1980)
- Ganga Aur Suraj, regia di A. Salaam (1980)
- Pyar To Hona Hi Tha, regia di Ravi Tandon (1981)
- Pyar Ki Manzil, regia di D.S. Azad (1981)
- Krodhi, regia di Subhash Ghai (1981)
- Kranti, regia di Manoj Kumar (1981)
- Kalyug, regia di Shyam Benegal (1981)
- Silsila, regia di Yash Chopra (1981)
- Baseraa, regia di Ramesh Talwar (1981)
- Ek Aur Ek Gyarah, regia di Ashok Roy (1981)
- Maan Gaye Ustaad, regia di Shibu Mitra (1981)
- Do Guru, regia di Ravi Tandon (1982)
- Vakil Babu, regia di Asit Sen (1982)
- Namak Halaal, regia di Prakash Mehra (1982)
- Sawaal, regia di Ramesh Talwar (1982)
- Bezubaan, regia di Bapu e Shubham Kumar Singh (1982)
- Vijeta, regia di Govind Nihalani (1982)
- Calore e polvere (Heat and Dust), regia di James Ivory (1983)
- Durdesh, regia di Ambrish Sangal (1983)
- Ghungroo, regia di Ram P. Sethi (1983)
- Bandhan Kuchchey Dhaagon Ka, regia di Anil Sharma (1983)
- Pakhandi, regia di Samir Ganguly (1984)
- Ghar Ek Mandir, regia di K. Bapaiah (1984)
- Zameen Aasmaan, regia di Bharat Rangachary (1984)
- Utsav, regia di Girish Karnad (1984)
- Yaadon Ki Zanjeer, regia di Shibu Mitra (1984)
- Chakma, regia di N.N. Shukla (1984)
- Bandh Honth, regia di Raj Marbros (1984)
- Pighalta Aasman, regia di Shammi e Esmayeel Shroff (1985)
- Aandhi-Toofan, regia di Babbar Subhash (1985)
- Bepanaah, regia di Jagdish Sidana (1985)
- Alag Alag, regia di Shakti Samanta (1985)
- Bhavani Junction, regia di H. Dinesh (1985)
- Ilzaam, regia di Shibu Mitra (1986)
- Swati, regia di Kranthi Kumar (1986)
- Maa Beti, regia di Kalpataru (1986)
- New Delhi Times, regia di Romesh Sharma (1986)
- Ek Main Aur Ek Tu, regia di Ravi Tandon (1986)
- Aurat, regia di B.R. Ishara (1986)
- Ghar Ka Sukh, regia di Kalpataru (1987)
- Anjaam, regia di T. Hariharan (1987)
- Ijaazat, regia di Gulzar (1987)
- Sindoor, regia di K. Ravi Shankar (1987)
- Sammy e Rosie vanno a letto (Sammy and Rosie Get Laid), regia di Stephen Frears (1987)
- Pyar Ki Jeet, regia di Saawan Kumar Tak (1987)
- Naam O Nishan, regia di Ajay Kashyap (1987)
- Woh Mili Thi, regia di Dilip Bose, Samir Chowdhury e Azeem Malik (1988)
- Commando, regia di Babbar Subhash (1988)
- Hum To Chale Pardes, regia di Ravindra Peepat (1988)
- Sul filo dell'inganno (The Deceivers), regia di Nicholas Meyer (1988)
- Bandook Dahej Ke Seenay Par, regia di Ramgopal Gupta (1989)
- Meri Zabaan, regia di Shibu Mitra (1989)
- Farz Ki Jung, regia di R.P. Swamy (1989)
- Gair Kaanooni, regia di Prayag Raj (1989)
- Clerk, regia di Manoj Kumar (1989)
- Touhean, regia di Madan Joshi (1989)
- Oonch Neech Beech, regia di Wasi Khan e Prayag Raj (1989)
- Jaaydaad, regia di Dilip Naik (1989)
- Apna Ghar, regia di Kalpataru (1989)
- Akhri Muqabla, regia di Sudesh Issar (1989)
- Raeeszada, regia di Bharat Kapoor (1990)
- Akayla, regia di Ramesh Sippy (1991)
- Saboot Mangta Hain Kanoon, regia di Suraj Prakash (1994)
- In Custody, regia di Ismail Merchant (1994)
- Faisla Main Karungi, regia di Anil Sharma (1995)
- Vivekananda, regia di G.V. Iyer (1998)
- Jinnah, regia di Jamil Dehlavi (1998)
- Strade laterali (Side Streets), regia di Tony Gerber (1998)
- Ghar Bazar, regia di D.S. Azad (1998)
- Dirty British Boys, regia di Assad Raja (1999)

#### Televisione
- Kissa Kathmandu Kaa – miniserie TV, episodi 1x1 (1986)
- Khatra – film TV (1988)
- I viaggi di Gulliver (Gulliver's Travels) – miniserie TV, episodi 1x2 (1996)

### Regista

#### Cinema
- Vozvrashchenie bagdadskogo vora (1988)
- Ajooba (1991)